# Responsabilidad de proteger
La responsabilidad de proteger (R2P o RtoP) es un compromiso político global apoyado por todos los Estados miembros de las Naciones Unidas en la Cumbre Mundial de 2005 con el fin de fijar sus cuatro preocupaciones clave para prevenir el genocidio, crímenes de guerra, limpiezas étnicas y crímenes de lesa humanidad.
El principio de la responsabilidad de proteger está basado en la premisa de que la soberanía conlleva una responsabilidad de proteger a todas las poblaciones de crímenes atroces y violaciones de derechos humanos. El principio se basa en un respeto a las normas y principios del derecho internacional, sobre todo la costumbre internacional de la soberanía, la paz y la seguridad, los derechos humanos, y el conflicto armado.
La responsabilidad de proteger proporciona un marco para emplear medidas existentes, tales como la mediación, mecanismos de advertencia tempranos, sanciones económicas, y el capítulo VII de la Carta de las Naciones Unidas, para impedir crímenes de lesa humanidad y para proteger a los civiles de su ocurrencia. La autoridad para emplear el uso de fuerza bajo el marco de la responsabilidad de proteger descansa solo en el Consejo de Seguridad de las Naciones Unidas y se considera como una medida de último recurso. El secretario general de las Naciones Unidas ha publicado informes anuales sobre la responsabilidad de proteger desde 2009, que expande las medidas disponibles a gobiernos, a las organizaciones intergubernamentales, a la sociedad civil, así como al sector privado, para impedir crímenes de lesa humanidad.
La responsabilidad de proteger ha sido un tema de considerable debate, particularmente con respecto a la implementación del principio por varios actores políticos en el contexto específico de países tales como Sudán, Libia, Siria, Venezuela y Kenia.